# Novi Farkašić
Novi Farkašić es una localidad de Croacia en el ejido de la ciudad de Petrinja, condado de Sisak-Moslavina.

## Geografía
Se encuentra a una altitud de 123 m s. n. m. a 66,5 km de la capital nacional, Zagreb.

## Demografía
En el censo 2011, el total de población de la localidad fue de 80 habitantes.
| Gráfica de población de Novi Farkašić 1857-2011                     |
|                                                                     |
| Según los censos de población de la oficina estadística de Croacia. |